# الجدول الزمني لبيروت
فيما يلي الجدول الزمني لتاريخ مدينة بيروت عاصمة لبنان.

## ما قبل القرن العشرين
- 140 قبل الميلاد، دمر ديودوتس تريفون المدينة.[1]
- 64 قبل الميلاد، غزا القائد العسكري الروماني ماركوس فيبسانيوس أغريبا المدينة.
- 14 قبل الميلاد، أصبحت بيروت مستعمرة رومانية في عهد هيرودس الكبير.
- 551 م، حدث زلزال.[1]
- 635 م، تخضع بيروت للسيطرة العربية.[1]
- 759 م، أسس الأمير أرسلان بن المنذر إمارة سن الفيل في بيروت.
- 1111 م، سيطر بالدوين الأول أحد قادة الحملة الصليبيبة الأولى على بيروت.[1]

## القرن الحادي والعشرين

### عقد 2000
- 2001

- 28 نوفمبر، افتتاح مركز بيروت للمعارض والترفيه المعروف باسم «مركز بيال».
- 2003

- 16 أكتوبر، انطلاق ماراثون بيروت بمشاركة 6,000 عداء من 49 دولة.
- افتتاح ملهى ميوزيك هول (بيروت) في بيروت.
15 ديسمبر، بدأت صحيفة البلد اللبنانية بالنشر.
- 2004

- 11 فبراير، بدأت جمعية حلم بالعمل.
- مطعم قرية الساحة التراثية يبدأ العمل.
- 2005

- 14 فبراير، اغتيال رفيق الحريري.
- اندلاع ثورة الأرز.

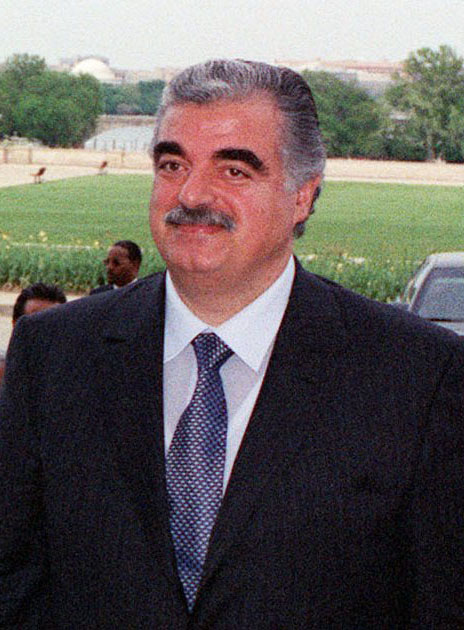
صورة رفيق الحريري.

- ناصيف قالوش يتولى منصب محافظ محافظة بيروت.
- تأسيس جريدة «يا لبنان» الالكترونية.
- 2006

- اندلاع الاحتجاجات اللبنانية 2006–08.
- تأسيس متحف روبير معوض الخاص.
- عقد توأمة مع مدينة لوس أنجلوس في الولايات المتحدة الأمريكية.
- 2007، بناء جامع محمد الأمين.[13][14]
- 2008، بناء برج بلاتينيوم (بيروت).
- 2009

- 27 سبتمبر، بدء منافسات الألعاب الفرانكوفونية 2009.
- افتتاحمركز بيروت للفن.
- إعادة افتتاح أسواق بيروت.

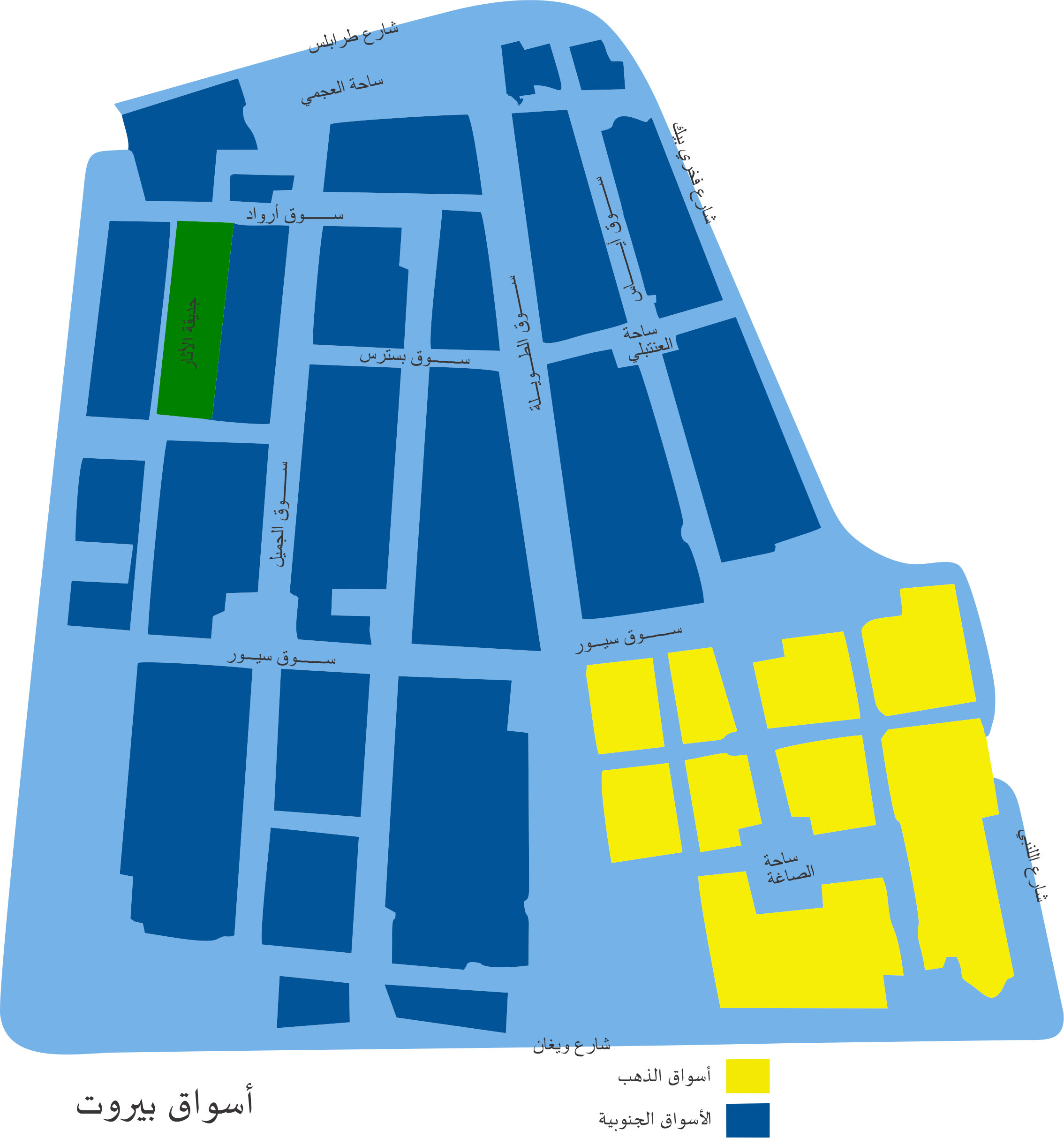
خريطة شوارع ومناطق أسواق بيروت

- سميت عاصمة العالم للكتاب بواسطة اليونسكو.

### عقد 2010
- 2010

- بلال حمد يصبح رئيسًا لبلدية بيروت.
- افتتاح فرع لفنادق فور سيزونز في بيروت.
- 2011

- 27 فبراير، بدء الاحتجاجات اللبنانية 2011.
- افتتاح منطقة المشاة في زيتونة باي.
- 2012

- اضطرابات عنيفة نتيجة تداعيات الحرب الأهلية السورية في لبنان.
- 11 يونيو، انطلاق بث قناة الميادين.
- 19 أكتوبر، تفجير في الأشرفية، قتل فيه 8 أفراد فيما جرح أكثر من 110.
- 2013

- 9 يوليو، تفجير في بئر العبد.
- 15 أغسطس، تفجير في بيروت.
- 19 نوفمبر: تفجير السفارة الإيرانية في بيروت.
- 27 ديسمبر: اغتيال محمد شطح.
- 2015

- 21 يوليو: بدء الاحتجاجات اللبنانية 2015.
- 12 نوفمبر: وقوع تفجيرا بيروت 2015 في منطقة برج البراجنة، قُتل خلالهما ما لا يقل عن 43 شخصًا، وأصيب أكثر من 439 آخرين بجروح نتيجة التفجيرين.